# Santuario di Santa Maria della Croce
Il santuario di Santa Maria della Croce è una basilica minore cattolica, posta a un chilometro dal centro storico della città di Crema, lungo la strada per Bergamo.

## Origini
Le origini del culto alla Madonna di Santa Maria della Croce sono note e ben documentate.

### Il delitto
Il 13 febbraio 1489 Caterina degli Uberti, esponente di una famiglia benestante di Crema, sposava Bartolomeo Pederbelli detto il Contaglio, pregiudicato bergamasco bandito dalla sua provincia e giunto da tempo a Crema, ovviamente tacendo la sua condizione di fuggiasco.

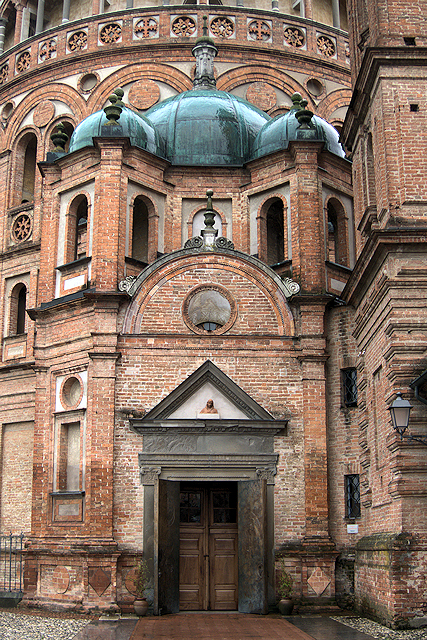
Il corpo occidentale

Nell'anno che seguì i rapporti non furono affatto facili, sono narrati nelle cronache le contrapposizioni tra il Contaglio e i familiari di Caterina per questioni di pagamento della dote.
Secondo i documenti storici, la sera del 2 aprile 1490 il Contaglio convinse (oppure obbligò con la forza) Caterina a seguirlo per tornare dai familiari dell'uomo nel bergamasco. Una volta giunti un miglio fuori da Crema deviò dalla strada per Bergamo (l'odierna via Mulini) giungendo all'interno del bosco detto "del Novelletto". Qui il Contaglio infierì sulla donna colpendola con la spada (che ancora si conserva nel santuario) in maniera violenta e grave al capo ed alle braccia tanto che le venne amputata la mano destra con una parte del braccio; mentre l'omicida calava fendenti sulla povera donna, la spada si spezzò in due e, non pago di ciò, per essere certo che la moglie fosse uccisa, estrasse il pugnale e le sferrò un colpo alla schiena, ma la lama non penetrò nel corpo, scivolando forse lungo le vesti, procurandole comunque un ematoma vicino alla scapola sinistra. Il Contaglio fuggì portando via il fardello e le altre cose insieme con quattro anelli d'oro della stessa Caterina. Quindi di lui non si seppe più nulla.
La donna agonizzante chiese aiuto alla Madonna affinché le venissero impartiti i Sacramenti e apparve una donna vestita poveramente che avrebbe detto "sono colei che hai chiamato". Le emorragie di colpo si fermarono e Maria trasportò Caterina presso una vicina casa di contadini che le prestarono le prime cure. Poiché era ormai sera e le porte della città erano chiuse, solo alla mattina Caterina poté essere trasportata a Crema.
Qui venne visitata da un medico e interrogata da un "Giudice del Maleficio" (magistrato veneto), quindi il prete Filippo della parrocchia di San Benedetto le diede i sacramenti, solo a questo punto le emorragie ripresero e Caterina spirò.

### Primi miracoli
Sempre secondo i documenti storici, presso il luogo del delitto fu posta una piccola croce in legno. Un mese dopo, il 3 maggio giorno dell'esaltazione della Santa Croce, un ragazzino che, come scrive ancora Tommaso Ronna, nell'opera precedentemente citata "di 11 anni figlio di un Francesco Marazzi", afflitto da gravi problemi a un piede che non gli permettevano di reggersi in piedi autonomamente, fu condotto al Novelletto. Dopo le preghiere il ragazzo riprese a camminare: fu il primo miracolo che richiamò una folla. Le cronache riportano nello stesso giorno una quarantina di guarigioni miracolose.

### Il pianto della Madonna col Bambino
Il giorno successivo, 4 maggio, una solenne processione venne allestita verso il Novelletto, presso il quale fu costruito un piccolo altare sul quale venne collocato il rilievo della Madonna col Bambino, dono del milanese Gianfranco Cotta. Il 5 maggio furono in molti a veder riversare lacrime dall'effigie, in quel giorno si registrarono circa ottanta guarigioni inspiegabili. Sempre il 5 maggio il Consiglio della città decretò la costruzione di un edificio nel luogo dell'apparizione. Le cronache riportano altri miracoli il 18 maggio e il 2 giugno.

### Il cerchio luminoso
Il podestà veneto di Crema era quell'anno Nicolò Priuli: scettico sui fatti del Novelletto, stante la carica che ricopriva temeva problemi di ordine pubblico. Il 18 giugno si fece condurre presso l'altare e assistette in prima persona al prodigio del cerchio luminoso: attorno al sole apparve un cerchio iridato che parve cadere verso la terra per tre volte. Di seguito lo stesso podestà fu uno dei principali sostenitori della costruzione del santuario.

## Vicende storiche, costruttive e religiose

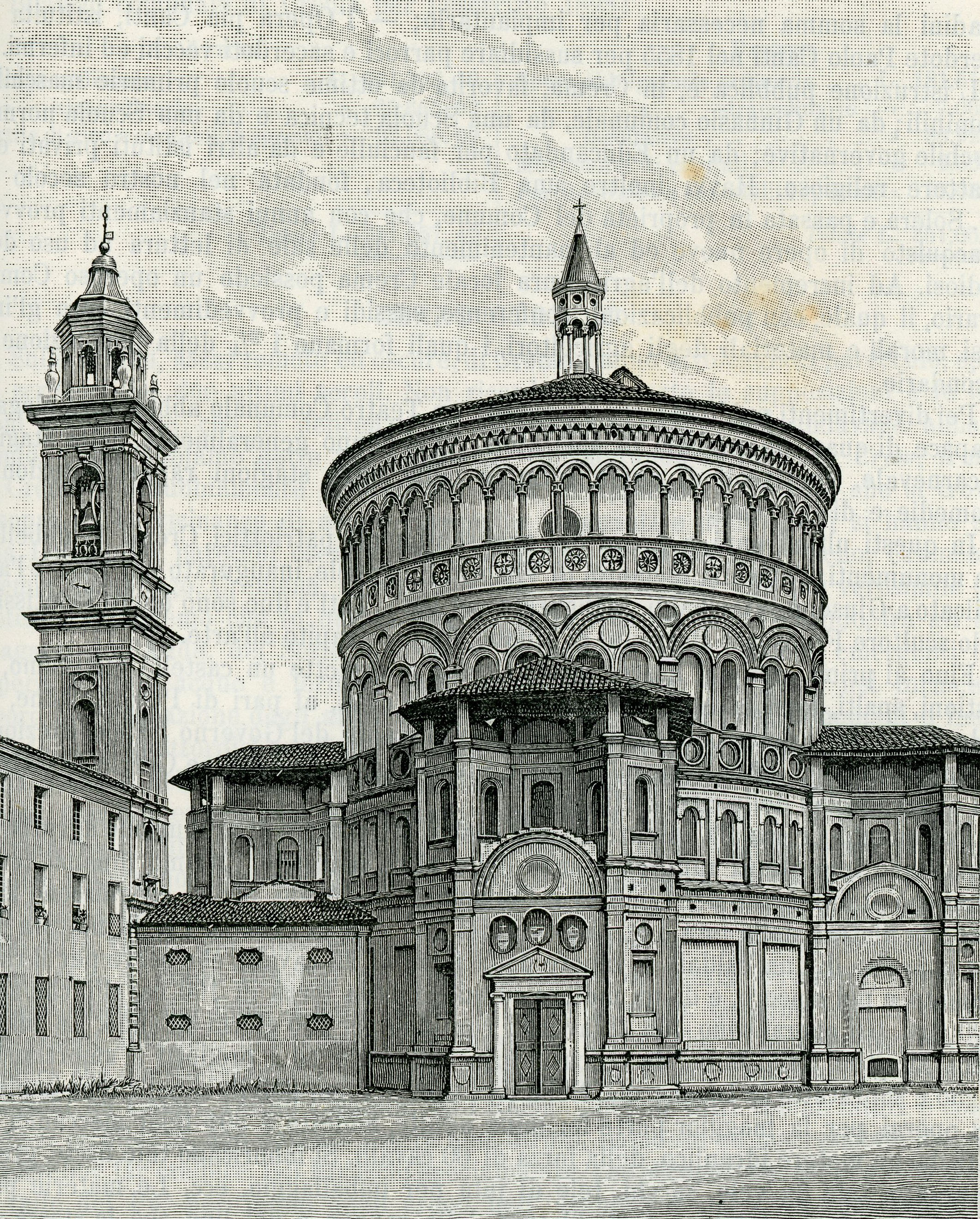
Il santuario in un'illustrazione di metà '800. Vi si notano i corpi laterali coperti da coppi e non da cupole

A progettare il santuario venne chiamato l'architetto lodigiano Giovanni Battagio, allievo del Bramante, comunque formatosi nella modernissima scuola milanese.
Attorno al 1500 il Battagio ruppe i rapporti con i fabbriceri e la prosecuzione della fabbrica venne affidata a Giovanni Montanaro.
Nel 1514 Crema era sotto assedio della coalizione composta dal ducato di Milano, l'impero spagnolo e la confederazione elvetica: la sua difesa fu affidata a Renzo da Ceri il quale fece spianare tutto ciò che stava attorno alla città eccetto il santuario in avanzato stato di costruzione trasformandolo in fortino. Renzo da Ceri vinse grazie all'attacco dell'accampamento sforzesco a Ombriano, ma l'assedio durato quattro mesi non fu favorevole al santuario che ne uscì gravemente danneggiato.
Le vicende belliche e l'epidemia di peste conseguente all'assedio rallentarono la prosecuzione dei lavori: le prime decorazioni interne vennero avviate verso il 1541.
Nel 1585 il santuario fu affidato alla parrocchia di Pianengo.
Nell'anno 1593 il podestà veneto Nicola Vendramin fece costruire una nuova strada di collegamento tra Porta Serio e il santuario: fu a lungo nota come strada Vendramina e venne ulteriormente allargata e quindi alberata nel 1810.
Il 14 novembre 1664 il doge di Venezia Domenico Contarini autorizzava l'istituzione di una fiera da tenersi ogni anno il 25 marzo giorno dell'Annunciazione: la prima edizione si tenne nel 1666 e viene allestita tuttora.
Nel 1694 il santuario fu affidato all'ordine dei carmelitani scalzi i quali pochi anni dopo (1706) iniziarono la costruzione dell'imponente convento. Nel 1710 aggiunsero anche il campanile. I carmelitani tuttavia non vi rimasero a lungo: nel 1810 dovettero abbandonare Crema a seguito delle soppressioni napoleoniche.
Partiti i frati nacque il problema dell'affidamento della cura d'anime al quartiere che nel frattempo era sorto attorno al santuario: nell'anno 1828 il vescovo di Crema monsignor Tommaso Ronna decretò l'istituzione della parrocchia di Santa Maria della Croce: il primo sacerdote fu don Agostino Cremonesi il quale prese possesso della parrocchia il 2 maggio 1830.
Il 4 settembre 1837 monsignor Giuseppe Sanguettola incoronò il capo della Vergine durante una cerimonia solenne.
A partire dal 26 aprile 1869 i documenti riportano il movimento degli occhi dell'immagine in terracotta che aveva riversato lacrime poco dopo l'apparizione. Il prodigio fu sottoscritto dai sacerdoti don Silvio della Noce, don Paolo Stramezzi e don Bartolomeo Borsieri che ne furono testimoni.
Alcuni interventi vennero compiuti nel 1904, allorché furono sostituite le coperture in coppi dei corpi laterali con cupolette ricoperte in rame, e nel 1914 quando il pavimento in cotto fu sostituito dall'attuale in mattonelle bicolore.
Con bolla pontificia datata 18 aprile 1958 papa Pio XII concedeva al santuario il titolo e la dignità di basilica minore: si arrivò a tanto grazie alla tenacia del vescovo monsignor Placido Maria Cambiaghi e del prevosto monsignor Francesco Piantelli.
Tra il 1985 e il 1988 è stato effettuato un generale restauro della basilica.
Nel 1990, in occasione del cinquecentesimo anniversario dall'apparizione, l'edificio fu dotato di nuovi portali in bronzo opera dello scultore Mario Toffetti.
Il 20 giugno 1992 la basilica ricevette l'illustre visita di papa Giovanni Paolo II il quale si fermò a pregare nello scurolo prima di proseguire la visita alla città.

## Descrizione

### Esterno

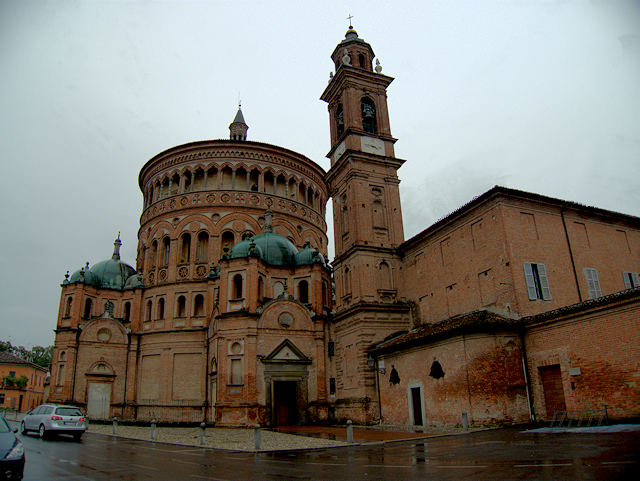
Veduta d'insieme da via Battagio

Il Battagio progettò una costruzione a quei tempi moderna e innovativa a partire dalla pianta a croce greca: un corpo centrale, altro circa 35 metri, circolare all'esterno e ottagonale all'interno, al quale si uniscono quattro corpi minori alti circa 15 metri. Tutto l'edificio è in mattone a vista.
Il corpo principale è diviso verticalmente in quattro ordini: la prima fascia è formata da paraste trabeate con specchiature. La seconda fascia è una galleria con monofore. Molto elaborata la terza fascia composta da triplici arconi a ghiera che compongono grandi bifore con parapetti ornati.
Come già detto attorno al 1500 il Battagio abbandonò il cantiere che fu affidato a Giovanni Montanaro il quale modificò il progetto della quarta fascia con una loggetta con fitte colonnine ed archi trilobati.
I corpi laterali hanno la forma di un ottagono ottenuto idealmente smussando gli angoli di un quadrato: eccetto che sul corpo dello scurolo, lungo i lati dritti più esterni si aprono il portale maggiore (a occidente) e i portali minori (a settentrione e meridione) sovrastati da timpano triangolare. Sui corpi obliqui si presentano disegni geometrici rettangolari e circolari, oppure porte cieche con timpano circolare. Molto più complessa la parte superiore con la galleria del corpo principale che si unisce al tamburo dei corpi minori, proseguendo quindi sui lati brevi dell'ottagono a formare dei corpi angolari.
I corpi minori agli inizi del XX secolo erano coperti da coppi: grazie ai lasciti del sacerdote Filippo Samanni nel 1904 le vecchie coperture furono sostituite con cupole in rame. Il progetto fu affidato agli architetti Emilio Gussalli e Luca Beltrami. Non è tuttavia escluso che già in altre epoche i corpi laterali fossero coperti con cupolette, come evidenziato in alcune stampe d'epoca.

### Il campanile

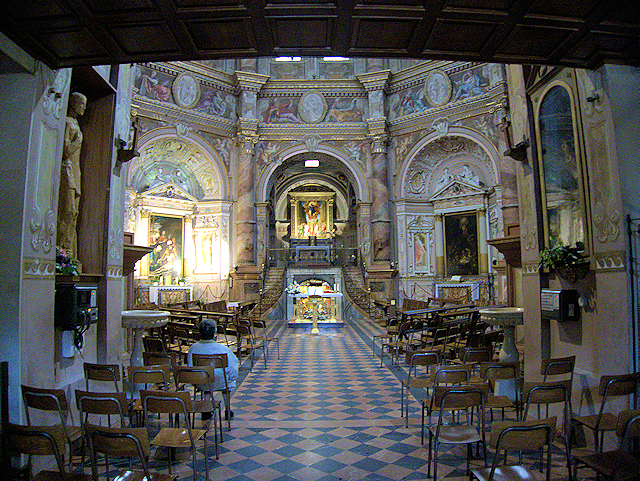
Scorcio dell'interno dalla bussola dell'ingresso

Il campanile non è addossato alla chiesa ed è alto pressappoco quanto il corpo principale della basilica, incluso il lanternino. Ha una base di circa 4 metri di lato con fasce a bugnato. Una cornice aggettante divide la base da una seconda fascia caratterizzata da finestre cieche. Il successivo livello, molto più alto, è caratterizzato da lesene angolari con aperture centrali sovrastate da motivo a ovale. Una trabeazione divide la terza dalla quarta fascia sulla quale, nei lati nord e sud, è collocato l'orologio. La cella campanaria ha aperture a monofora con arco a tutto sesto, sulla quale si innesta una trabeazione a più livelli che sostiene un corpo ottagonale, sempre con aperture a tutto sesto e copertura a cipolla.

### Interno

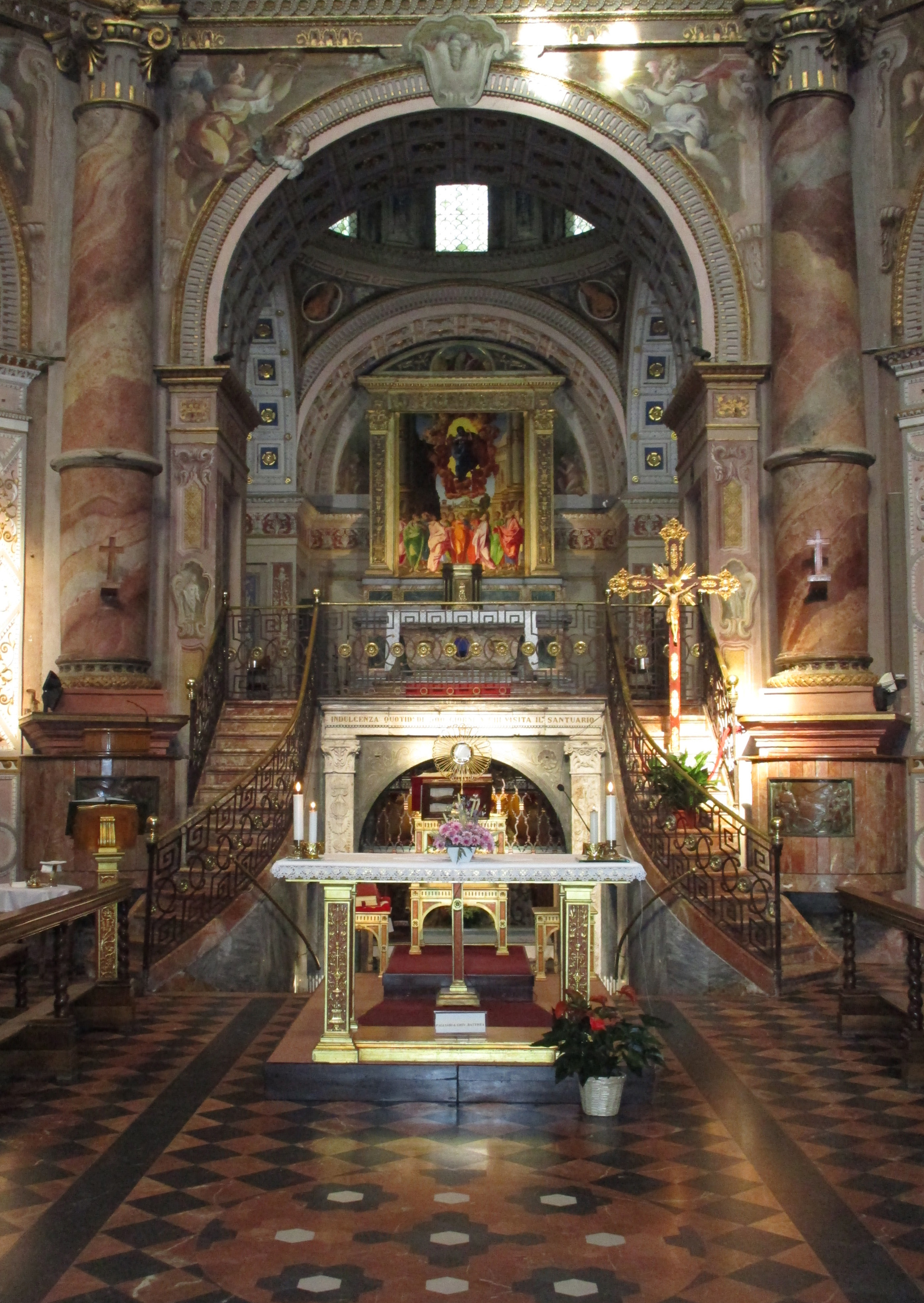
Scorcio dell'altare centrale durante un'adorazione eucaristica.

Come già accennato, l'interno del corpo principale ha forma ottagonale: sui lati dritti si innestano i corpi minori mentre sui lati obliqui si pongono delle cappelle semicircolari. Sotto il corpo orientale è collocato lo scurolo. Gli angoli dell'ottagono sono caratterizzata da grandi colonne poste su alti piedistalli che sorreggono una trabeazione. Sopra è collocato il tamburo a otto lati con bifore che danno luce all'interno. Sopra il tamburo è posta la cupola.

#### Altare e scurolo
Il corpo orientale è posto su due livelli: in quello superiore si trova l'altare maggiore proveniente dal Duomo di Crema: è in posizione elevata raggiungibile tramite due scale di tredici gradini in marmo rosso di Verona. È ricco di rilievi e conserva al centro un ovale di lapislazzuli. Il tabernacolo è in bronzo dorato.
Sopra la parete si trova la grande tela dell'Assunzione di Benedetto Rusconi detto il Diana, incorniciata da un'ancona di Giacomo de Marchi e dorata da Nicolò Salserio Bianchi, Tommaso e Vincenzo Civerchio. La lunetta contenuta nella cimasa in legno è stata dipinta anch'essa dal Diana e raffigura il Padre Eterno.
Nella decorazione generale del presbiterio vanno citati i quattro busti raffiguranti i Dottori della Chiesa: sono stati attribuiti ad Agostino de Fondulis e rappresentano Sant'Ambrogio, San Gerolamo, Sant'Agostino e San Gregorio Magno.

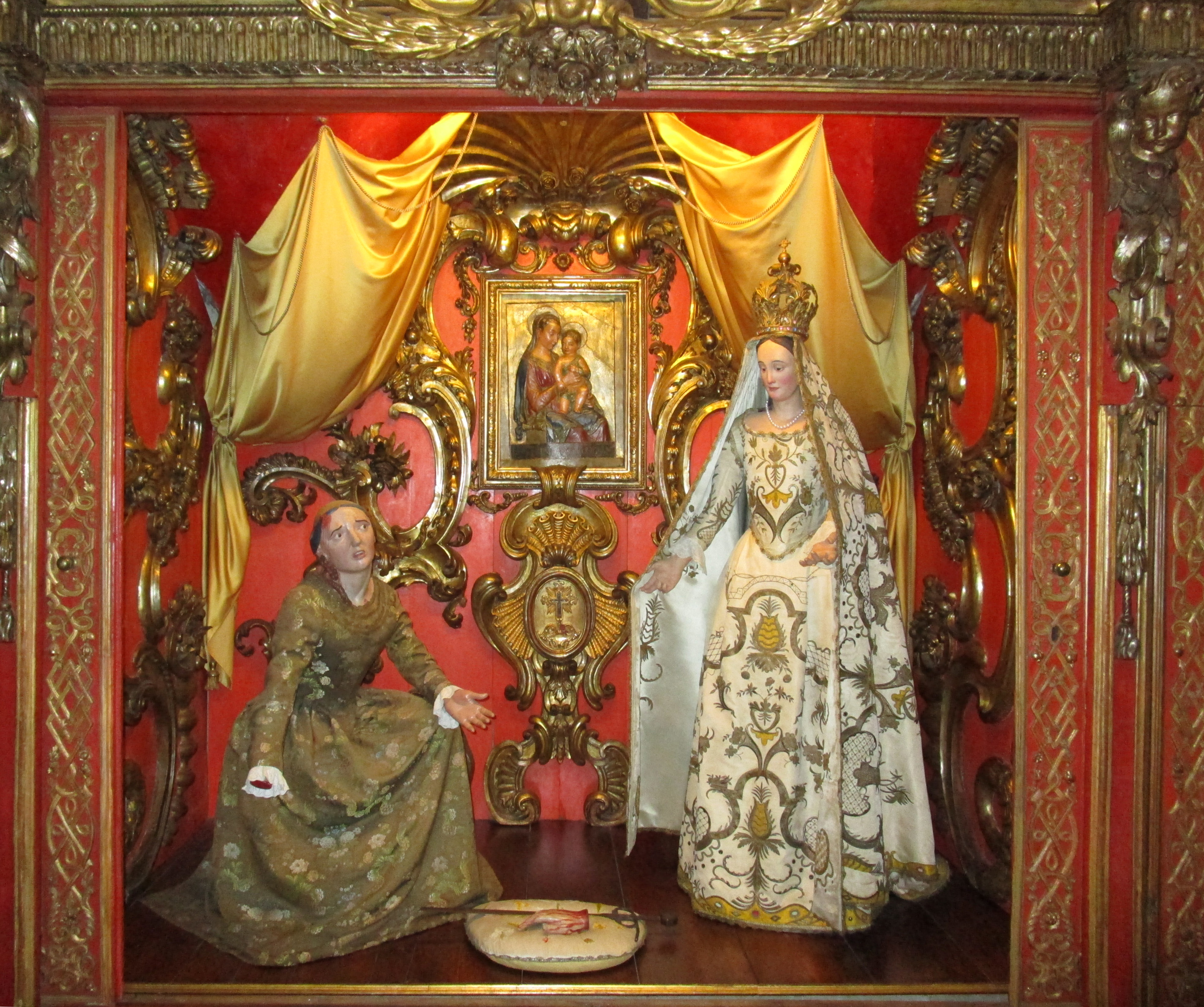
Scurolo: Caterina degli Uberti è soccorsa dalla Madonna.

Al livello inferiore si trova lo scurolo, di forma rettangolare con volta a padiglione con lunette raffiguranti gli apostoli. L'altare risale al 1750 ed è un'opera del padovano Pietro Danieletti. Sul fondo è posto un nicchione ligneo con il rilievo miracoloso, una terracotta policroma copia di un modello di Antonio Rossellino raffigurante la Madonna col Bambino. Nel soffitto del palco le scene dell'apparizione a Caterina degli Uberti. Il centro della scena è rappresentato dalle statue di Caterina, con la mano amputata e in atteggiamento di invocazione, e della Madonna. Tra le due donne un angioletto porge la spada del Contaglio, una copia dell'originale.

#### Altari laterali
Ai quattro lati obliqui dell'aula sono occupati da altrettanti altari rientranti. Pareti e volte sono state decorate sontuosamente a stucco da Giovan Battista Castello nel 1585. Le pareti laterali presentano nicchie a finestra con figure femminili mentre al centro è posto l'altare sopra il quale è collocata l'ancona. Questa è affiancata da colonne che sorreggono una trabeazione con timpano triangolare. Lo strombo della volta è affrescato con motivi rettangolari ed ovali.

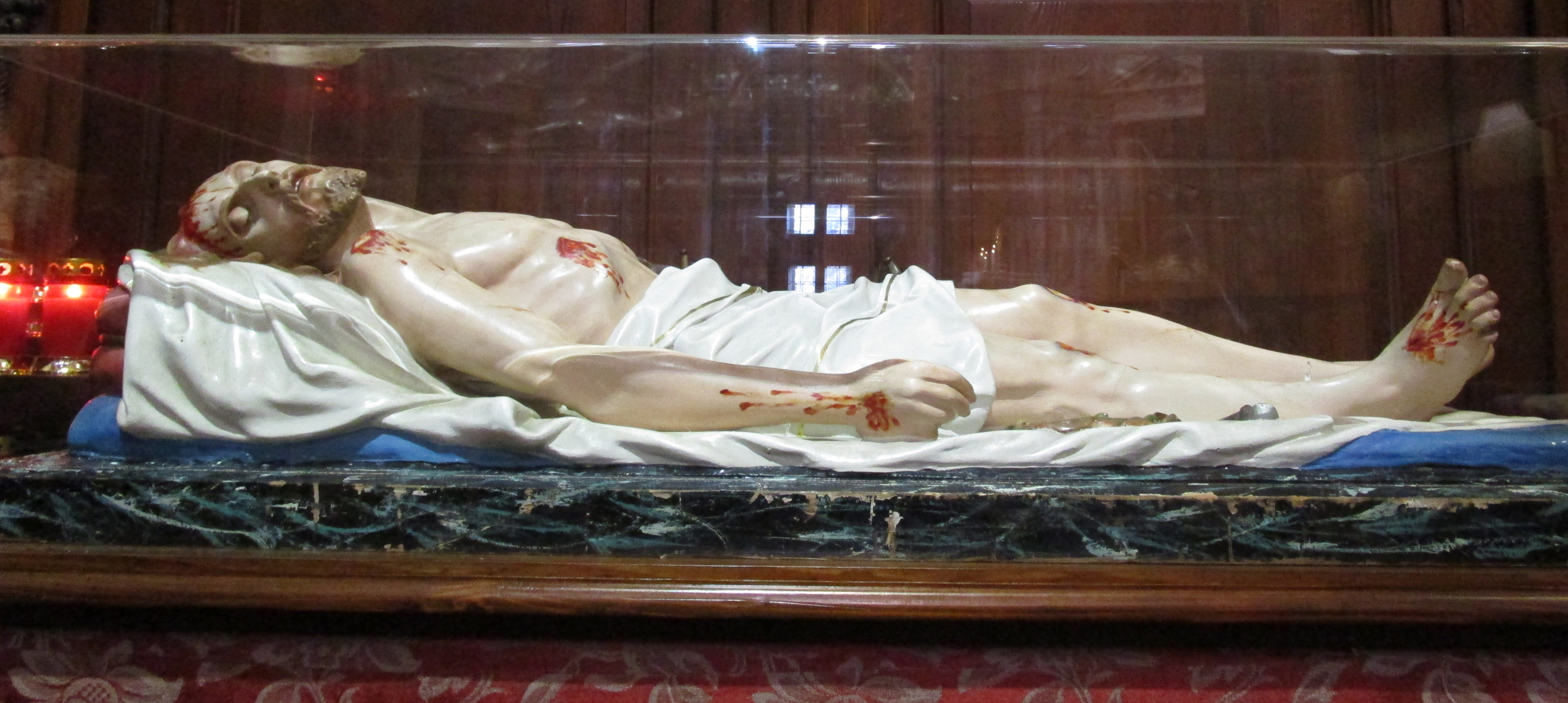
Statua di Cristo.

Di notevole fattura le pale d'altare realizzate fra il 1575 ed il 1580: la Natività (o anche Adorazione dei pastori) di Antonio Campi, l'Adorazione dei Magi di Bernardino Campi, la pietà (o deposizione), sempre di Bernardino Campi, l'andata al Calvario di Carlo Urbino.
Sempre Carlo Urbino affrescò le pareti e la volta della cappella con la pala da lui realizzata, mentre le affrescature delle altre tre cappelle furono realizzate da Aurelio Gatti.

#### I corpi minori
Internamente i corpi minori sono a pianta quadrata, ma con pilastri angolari che richiamano la forma di una croce greca. Presentano decorazioni prevalentemente realizzate nel XVIII secolo all'epoca della presenza carmelitana, ma il terremoto di Soncino del 1802 causò parecchi danni alle cupolette con conseguenti necessari interventi ottocenteschi.
Il corpo settentrionale fu decorato da Giacomo Parravicino detto il Gianolo nel 1721 con le storie di Mosè mentre la cupoletta riporta la fuga in Egitto realizzata da Eugenio Giuseppe Conti nel 1898.
Il corpo meridionale contiene affrescature realizzate nel 1762 dai fratelli Giuseppe e Giovanni Antonio Torricelli: raffigurano le storie del Re Davide. La cupoletta fu affrescata nel 1870 da Angelo Bacchetta e raffigura l'assunzione di Maria.
Il corpo occidentale contiene la bussola dell'ingresso principale della basilica. Ha una volta dipinta a cassettoni, con acquasantiere ai lati e statue novecentesche rappresentanti il Sacro Cuore e san Massimiliano Kolbe. Alla parete nord è collocato il battistero in marmo di Verona sopra il quale è posta la tela del battesimo di Gesù di Tommaso Pombioli. Sopra l'ingresso è collocato l'organo, probabile opera di metà '800 a cura della ditta Bernasconi di Varese inserito in una complessa architettura lignea.

#### Tamburo e cupola

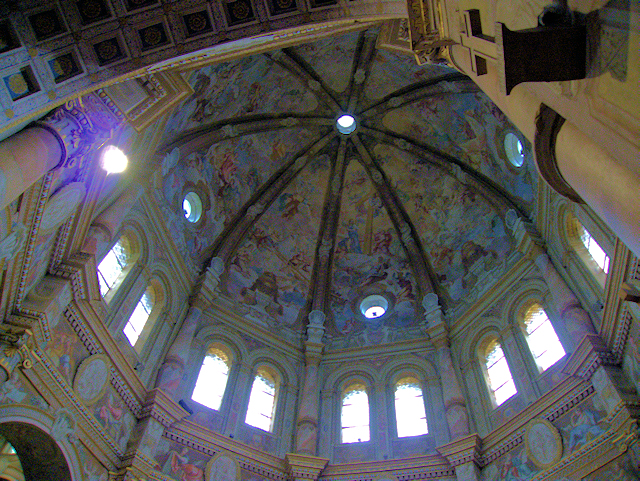
Veduta parziale del tamburo e della cupola

Il tamburo è diviso in due livelli: a quello inferiore Giacomo Parravicino nel 1702 realizzò tra profeti e sibille le visioni mistiche di santa Teresa d'Ávila. Il secondo livello è occupato da coppie di finestre che danno luce all'interno.
Nella cupola divisa in otto spicchi il Parravicino affrescò otto scene raffiguranti il trionfo della Croce: la passione di Gesù portata in gloria da una folta schiera di angeli e putti.
Le decorazioni secondarie furono realizzate dai fratelli Girolamo e Giovan Battista Grandi.

## Preghiere e festività legate al Santuario

### Preghiere locali

#### L'inno del Santuario
«A te il canto, o Madre Pia,
noi leviam da questa terra,
dove il forte si disserra
dei cieli tuoi favor.
Dove un giorno a Caterina
apparisti salvatrice,
anche a noi soccorritrice
o Maria, ti mostra ognor.
A te il canto, ecc...
o Maria, quanto dolore,
quanto sangue ancora ci attrista!
Ci consoli la tua vista,
ci conforti il tuo buon cuor.
Nella selva tenebrosa
di peccato e di discordia,
per la tua misericordia,
salve, o Madre, i peccatori.
A te il canto, ecc...»

#### La preghiera ufficiale
«O Maria, che conforti l'afflitto e ne fortifichi lo spirito, a Te salga la mia preghiera!
Domando la tua protezione nelle crescenti necessità dell'anima, nelle vicende fortunose della vita.
Alla sventurata Caterina degli Uberti, che Ti invocò fidente, sei apparsa pietosamente, consolandola con dolci parole conducendola in un asilo di conforto;
a me, che Ti prego, con filiale confidenza, concedi il Tuo aiuto e la Tua materna benedizione.
Esaudisci Madre di Dio e Madre degli uomini, la preghiera dei figli Tuoi.»

### Festività locali
- 25 Marzo: Annunciazione della B. V. M. - Si inizia la celebre "Fiera di S. Maria"
- 3 Aprile: Apparizione della B. V. M. - È la festa principale dalla quale trae origine e ragione il Santuario stesso, perché ricorda l'Apparizione della Madonna a Caterina degli Uberti. Avvenuta alle ore 19 il Tempio si gremisce di fedeli, mentre squillano le campane di tutta la Diocesi.
- 26 Aprile: Ricordo del "Miracolo del movimenti degli occhi"
- 3 Maggio: festa dell'Invenzione della S.Croce primo miracolo a un fanciullo undicenne, figlio di Francesco Marazzi da quattro anni infermo per una fistola al piede.
- 18 Giugno: Ricordo del Cerchio Luminoso.
- 6 Agosto: festa della Trasfigurazione fu solennemente posta la prima pietra
- 4 Settembre: Anniversario dell'incoronazione.
- Domenica dopo la nascita di Maria: Anniversario della Consacrazione del Tempio.